# Copiotettix megacephala
Copiotettix megacephala är en insektsart som beskrevs av Marius Descamps 1984. Copiotettix megacephala ingår i släktet Copiotettix och familjen gräshoppor. Inga underarter finns listade i Catalogue of Life.